# Turó de les Torres
El Turó de les Torres és una muntanya de 900 metres que es troba al municipi d'Àger, a la comarca catalana de la Noguera.